# Ribemont
Ribemont är en kommun i departementet Aisne i regionen Hauts-de-France i norra Frankrike. Kommunen ligger  i kantonen Ribemont som ligger i arrondissementet Saint-Quentin. År 2022 hade Ribemont 1 909 invånare.

## Befolkningsutveckling
Antalet invånare i kommunen Ribemont
Referens: INSEE